# Back to Black (nummer)
Back to black is een nummer van de Britse soulzangeres Amy Winehouse. Het nummer is afkomstig van haar gelijknamige tweede studioalbum, Back to Black uit 2007. In Nederland kwam de single na haar overlijden postuum opnieuw uit eind juli 2011 en werd een terugkerende succesplaat in de jaarlijkse NPO Radio 2 Top 2000 van de Nederlandse publieke radiozender NPO Radio 2. In andere landen was de plaat reeds een hit in 2007/2008.

## Hitnoteringen

### Nederlandse Top 40
| Positie: | 23 | 18 | 39 | uit |

### Single Top 100 / Mega Top 50
| Positie: | 18 | 28 | 53 | 61 | 85 | uit |

### Vlaamse Radio 2 Top 30
De single stond 46 weken in deze hitparade in 2007 en 2008 en behaalde hier een 6e positie als hoogste notering.

### Vlaamse Ultratop 50
De single had in België (Vlaanderen) al vijftien weken in deze hitparade gestaan, verspreid over 2007 en 2008, maar kwam niet verder dan een 32e positie.

### Evergreen Top 1000
| Evergreen Top 1000 "Back To Black" | Evergreen Top 1000 "Back To Black" | Evergreen Top 1000 "Back To Black" | Evergreen Top 1000 "Back To Black" | Evergreen Top 1000 "Back To Black" | Evergreen Top 1000 "Back To Black" | Evergreen Top 1000 "Back To Black" | Evergreen Top 1000 "Back To Black" | Evergreen Top 1000 "Back To Black" | Evergreen Top 1000 "Back To Black" | Evergreen Top 1000 "Back To Black" | Evergreen Top 1000 "Back To Black" |
| Jaar                               | 2008                               | 2009                               | 2010                               | 2011                               | 2012                               | 2013                               | 2014                               | 2015                               | 2016                               | 2017                               | 2018                               |
| ---------------------------------- | ---------------------------------- | ---------------------------------- | ---------------------------------- | ---------------------------------- | ---------------------------------- | ---------------------------------- | ---------------------------------- | ---------------------------------- | ---------------------------------- | ---------------------------------- | ---------------------------------- |
| Positie                            | -                                  | -                                  | -                                  | -                                  | -                                  | -                                  | -                                  | -                                  | -                                  | 723                                | 417                                |

### NPO Radio 2 Top 2000
| Nummer met noteringen in de NPO Radio 2 Top 2000 | '11  | '12 | '13 | '14 | '15 | '16 | '17 | '18 | '19 | '20 | '21 | '22 | '23 | '24 |
| ------------------------------------------------ | ---- | --- | --- | --- | --- | --- | --- | --- | --- | --- | --- | --- | --- | --- |
| Back to Black                                    | 1089 | 97  | 175 | 153 | 98  | 45  | 57  | 43  | 58  | 58  | 56  | 76  | 75  | 56  |

1. ↑  Een vetgedrukt getal geeft de hoogste notering aan.
2. ↑  2011 was het eerste jaar met een notering voor dit nummer.

## Andere uitvoeringen
- Amanda Lear in 2009.
- The Selecter bracht in 2010 een skaversie uit op het album Made in Britain. Een voor de zomer van 2011 geplande singlerelease werd afgeblazen nadat Amy Winehouse kwam te overlijden.
- Florence Welsh zong het in 2011 als eerbetoon tijdens het VH1 Divas-concert.
- Chef Special speelde een reggaeversie in de ochtendshow van Giel Beelen.
- Beyoncé nam het op met André 3000 voor de remake van The Great Gatsby.
- Oscar and the Wolf scoorde in 2015 een hit met een cover van het nummer, samen met Tsar B. De cover bereikte de 3e positie in de Vlaamse Ultratop 50.